# Wang Kaihua
Wang Kaihua (* 16. Februar 1994) ist ein chinesischer Geher.

## Sportliche Laufbahn
Wang Kaihua stammt aus der Provinz Guangdong und tritt seit 2010 in Wettkämpfen als Geher an. Damals gewann er die Bronzemedaille bei den Chinesischen Meisterschaften über 10 km. Ein Jahr später gewann er die Silbermedaille bei den Chinesischen U18-Meisterschaften. Im Juli trat er in Lille bei den U18-Weltmeisterschaften im 10-km-Bahnengehen an, das er auf dem sechsten Platz beendete. 2013 steigerte er sich auf eine Bestzeit von 1:23:35 h über die 20-km-Distanz. 2015 trat er in Taicang bei der IAAF Race Walking Challenge an, bei der er den zweiten Platz hinter Olympiasieger Chen Ding belegte. Im September steigerte er seine Bestzeit auf 1:19:49 h. 2016 trat er in Rom als Teil der chinesischen Mannschaft bei den Geher-Team-Weltmeisterschaften an, bei denen das chinesische Team als Sieger hervorging. Er selbst erreichte in dem Rennen den 13. Platz. Zuvor belegte er in Huangshan beim nationalen Entscheidungswettkampf den vierten Platz und verpasste damit die Teilnahme an den Olympischen Sommerspielen in Rio de Janeiro.
In seinem ersten Wettkampf 2017 steigerte sich Wang auf 1:17:54 h und konnte damit auch im August bei den Weltmeisterschaften in London an den Start gehen. Mit seiner Bestzeit reihte er sich auf dem fünften Platz der Bestenliste Chinas über 20 km ein. Dort benötigte er knapp zwei Minuten länger für die 20 km und kam schließlich als Siebter ins Ziel. 2018 nahm er im Taicang zum zweiten Mal an Geher-Team-Weltmeisterschaften teil, bei denen er das Rennen als Zweitschnellster absolvierte. Ende August trat er bei den Asienspielen in Jakarta an, bei denen er die Goldmedaille gewinnen konnte. 2019 trat Wang in Doha zum zweiten Mal bei Weltmeisterschaften an, bei denen er diesmal den achten Platz belegte. 2020 wurde er erstmals Chinesischer Meister über 20 km, einen Erfolg, den er ein Jahr darauf wiederholte, nachdem er im März 2021 mit einer Zeit von 1:16:54 h einen neuen Nationalrekord für China aufstellte. Anfang August trat er zum ersten Mal bei den Olympischen Sommerspielen an und belegte in einer Zeit von 1:22:03 h den siebten Platz. 2022 trat Wang zu seinen dritten Weltmeisterschaften an. Nach 1:21:41 h beendete er die 20 km auf dem 13. Platz. 2023 trat Wang im Sommer bei den Asienmeisterschaften in Bangkok an und konnte über 20 km die Silbermedaille gewinnen.

## Wichtige Wettbewerbe
| Jahr                            | Veranstaltung                   | Ort                             | Platz                           | Disziplin                       | Weite                           |
| Startet für Volksrepublik China | Startet für Volksrepublik China | Startet für Volksrepublik China | Startet für Volksrepublik China | Startet für Volksrepublik China | Startet für Volksrepublik China |
| ------------------------------- | ------------------------------- | ------------------------------- | ------------------------------- | ------------------------------- | ------------------------------- |
| 2011                            | U18-Weltmeisterschaften         | Lille                           | 6.                              | 10 km Bahnengehen               | 41:50,75 min                    |
| 2017                            | Weltmeisterschaften             | London                          | 7.                              | 20 km Gehen                     | 1:19:30 h                       |
| 2018                            | Asienspiele                     | Jakarta                         | 1.                              | 20 km Gehen                     | 1:22:04 h                       |
| 2019                            | Weltmeisterschaften             | Doha                            | 8.                              | 20 km Gehen                     | 1:29:52 h                       |
| 2021                            | Olympische Sommerspiele         | Tokio                           | 7.                              | 20 km Gehen                     | 1:22:03 h                       |
| 2022                            | Weltmeisterschaften             | Eugene                          | 13.                             | 20 km Gehen                     | 1:21:41 h                       |
| 2023                            | Asienmeisterschaften            | Bangkok                         | 2.                              | 20 km Gehen                     | 1:32:37 h                       |

## Persönliche Bestleistungen
Freiluft
- 10-km-Bahnengehen: 41:50,75 min, 9. Juli 2011, Lille
- 10-km-Gehen: 41:26 min, 18. September 2010, Peking
- 20-km-Gehen: 1:16:54 h, 20. März 2021, Huangshan, (chinesischer Rekord)
- 35-km-Gehen: 2:33:22 h, 23. April 2022, Dudince